# San Luis La Herradura
San Luis La Herradura es un distrito del municipio de La Paz Centro en el departamento de La Paz, El Salvador. 

## Toponimia
Antiguamente fue conocido como el Puerto de Jaltepeque, luego por orden del presidente Doroteo Vasconcelos en 1849, se le da el nombre de Puerto de La Concordia. Al ser abandonado el puerto a partir de 1870, fue convertido en salineras que luego serán parte de la Hacienda La Herradura.
En 1940, el arzobispo Luis Chávez y González (1901-1987) bautiza al cantón como San Luis La Herradura, siendo su patrón San Luis Gonzaga. 
Su nombre es una combinación de dos nombres: uno por el arzobispo Luis Chávez y González quien bautizó a ese lugar o por Luis Gonzaga, santo de la iglesia católica y por la Hacienda La Herradura.

## Geografía
El distrito tiene una extensión territorial de 104.39 km². El casco urbano se encuentra ubicado a 1.5 m s. n. m.. 

### Localización
El distrito de San Luis La Herradura se encuentra ubicado en el departamento de La Paz, al sur oriente de San Salvador en la franja costera del país.  
Limita al norte con los distritos de Santiago Nonualco y Zacatecoluca, al sur con el Océano Pacífico, al este con el distrito de Tecoluca (departamento de San Vicente) y Zacatecoluca, al oeste con Santiago Nonualco y San Pedro Masahuat.

## Historia
Hasta 1846 y 1847 el muelle de La Herradura era conocido como puerto de Jaltepeque, pero en 1849, por orden del entonces presidente Doroteo Vasconcelos, se le da el nombre de puerto de La Concordia, que serviría para el comercio nacional e internacional. En el año de 1853 el puerto se equipó con bodegas y elemento humano para que diera cumplimiento al comercio internacional, pero eso duró muy poco, ya que a partir de 1870 el puerto estaba en total abandono.
Después de 1870  la convierten en salineras que posteriormente se convierte en una importante hacienda conocida como La Herradura. 
En el 3 de octubre de 1904, siendo presidente Pedro José Escalón, a solicitud de la Junta de Fomento del Departamento de La Paz, y de conformidad con el artículo 25 de su reglamento, el poder ejecutivo acuerda aprobar la creación de un expendedor de guías de sal en las salinas de La Herradura con un sueldo de 20 pesos mensuales y un inspector vigilante para que no se extraiga sal sin la guía correspondiente, cuyo sueldo era 10 pesos mensuales.
En 1904  la hacienda La Herradura pasa hacer un cantón de Zacatecoluca, departamento la paz, y en 1910 fue repartida la hacienda en 29 parcelas para igual número de familias, las cuales iniciaron lo que hoy es villa de San Luis La Herradura. 
En 1934 fueron destruidas las salinas por un fuerte temporal que inundó todo el lugar y destruyó las salinas, y la tierra se erosione en tres puntos en lo que hoy es conocido como la bocana de la puntilla en el cantón El Zapote.
En 1940 Monseñor Luis Chávez y González en visita pastoral celebra la primera misa bajo un palo de amate y bautiza al cantón como San Luis La Herradura y confiado la tutela de su patrono San Luis Gonzaga, quedando establecido también las fiestas patronales del 14 al 24 de febrero, y fue el año 1941 cuando el general Maximiliano Hernández Martínez fungiendo como presidente de la república ordena la pavimentación de la carretera que la une con la del litoral.
La primera impulsora de fiestas patronales y religiosas fue la señora María Cisneros, quien a su vez impulsa la construcción de la primera ermita en año de 1943.
En 1952 se construye el muelle para que sirva de atracadero a las familias que tienen cayucos y lanchas, además a pequeñas cooperativas pesqueras artesanales, y en 1954-1955 se construyen las primeras tres aulas de la primera escuela en el  municipio. 
En 1960 se instala la primera oficina postal, trabajo que realizaba don Manuel Rodríguez ramos desde 1935 hasta 1959.
En 1967 se introdujo la energía eléctrica.
En 1980 se introdujo el agua potable. 
En el año de 1984 el Cantón de San Luis La Herradura se convierte en el municipio N° 262, por Decreto Legislativo N° 243, del 26 de octubre de 1984, publicado en el Diario Oficial N° 205, Tomo N° 285, del 1 de noviembre de 1984, en el cual lo desligan de Zacatecoluca, lo cual lo convirtió en el último municipio de El Salvador hasta la fecha, ocupando el puesto N° 262. Finalmente fue declarado como distrito dentro de un nuevo municipio llamado La Paz Centro. 
Cantones que lo conforman son: 
Cantón cordoncillo, cantón san Rafael tasajera, cantón san Pedro el zapote, cantón san Antonio los blancos, cantón El Llano, cantón Las Anonas, cantón El Escobar, cantón san Sebastián el Chingo, cantón Guadalupe la Zorra, cantón La Calzada. Presidente de la república: José Napoleón Duarte.
El primer cura párroco fue el fraile Felipe de Jesús Gómez Hernández en 1972, quien tomó las riendas de la construcción de la primera iglesia quien no la terminó por motivos de traslado a San Vicente, pero la terminó el recordado padre Mario Fernández Bornia en 1983, y la bautizó monseñor Óscar Barahona Castillo, como parroquia de San Luis La Herradura.

## Demografía
Según el censo oficial de 2007, tiene una población de 20.405 habitantes.

## Organización territorial y urbanismo
Para su administración el distrito de San Luis La Herradura se divide en cuatro barrios y diez cantones. En el cuadro a continuación se listan los barrios y cantones con cada uno de sus caseríos, colonias y lotificaciones.
| Barrios     | Caseríos, Colonias y Lotificaciones |
| ----------- | --- |
| El Centro   | Col. El Milagro, La Finca |
| El Calvario | Las Cruces, La Trojona, El Muelle |
| San Luis    | El Coco, El Tamarindo, La Naval, La Mapachera. |
| Guadalupe   | Col. La Zarcera, Cas. La Borda, El Zapotillo, El Majahual, Bellamar I, Bellamar II, El Castaño, Lotificación Jaltepeque, Lotificación Brisas de la Herradura |

| Islas                      | Caseríos, colonias y lotificaciones: |
| -------------------------- | ------------------------------------ |
| Cantón La Calzada          | Caserío El Ranchón, Caserío Quislua  |
| Cantón San Rafael Tasajera | Caserío La Colorada                  |
| Cantón El Cordoncillo      |                                      |

| Cantones                       | Ceseríos, colonias y lotificaciones                                                                                                |
| ------------------------------ | --- |
| Cantón Guadalupe La Zorra      | Caserío El Astillero, Colonia Nueva Guadalupe                                                                                      |
| Cantón San Sebastián El Chingo | Caserío El Salamar, Colonia Guadalupe, Colonia Los Patios                                                                          |
| Cantón San Martín El Escobal   | Caserío Chichima, Lotificación Las Camelias, Caserío El Consuelo, Caserío El Calvario, Caserío Los Cruces, Caserío El Centro.      |
| Cantón La Anona                | Caserío La Arenera, Caserío El Palmo                                                                                               |
| Cantón San Pablo El Llano      | Caserío Río Viejo, Colonia Belén, Colonia Altos del Llano, Lotificación Brisas del Mar, Col. Los Angeles, Caserío Tierra Prometida |
| Cantón El Zapote               | Caserío Cuatro Vientos, Caserío Brisas del Mar, Caserío El Conchalito, Caserío Playa Dorada.                                       |
| Cantón San Antonio Los Blancos | Caserío El Buen Samaritano, Caserío El Bordo Chele, Caserío El Mozote                                                              |

## Transporte

### Conexiones

#### Carreteras
El sistema vial del distrito está constituido por 61 km de caminos, en su mayoría de tierra, que unen al distrito de San Luis La Herradura con El Rosario, Santiago Nonualco y Zacatecoluca. La distribución de esta red de carreteras está compuesta de la siguiente forma: 16 km de red primaria, 20 km de red secundaria y 25 km de red terciaria.